# Folzano
Folzano (Folsà in dialetto bresciano), è un quartiere del comune di Brescia, già frazione e, fino al 1865, comune autonomo.

## Geografia fisica
Il territorio è pianeggiante ed è solcato da alcune seriole, come la Guzzetta e la Garzetta di San Zeno, le cui acque derivano dal torrente Garza. I confini del quartiere sono delimitati a nord, dalla Autostrada Torino-Trieste; a est, dalla ferrovia Brescia-Cremona e da San Zeno Naviglio; a sud, da quest'ultimo comune, da quello di Flero e da via Case sparse; a ovest, dalle campagne che separano il quartiere dal Villaggio Sereno e dalle Fornaci.

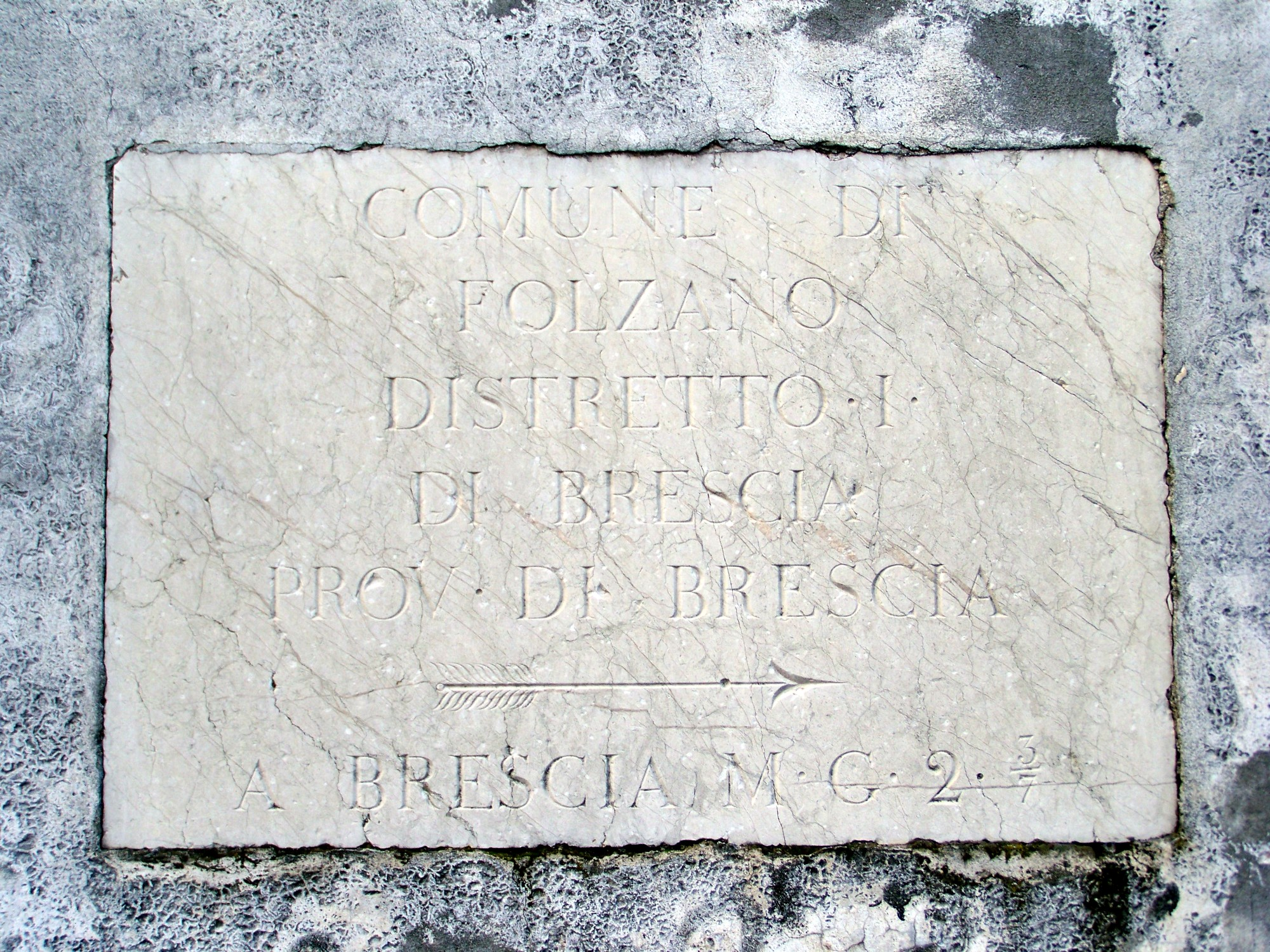
Lapide riportante l'indicazione del comune

## Origini del nome
Si suppone che il toponimo derivi da un dominus chiamato Felice o Fulcius.
Un'altra ipotesi sostiene che derivi dalla denominazione latina "Fundus infulcianus" la quale significa "fondo nei pressi di un fitto bosco".

## Storia
Sulla base delle ipotesi sul toponimo, si pensa che il primo insediamento sia di epoca romana,, mentre secondo lo storico Bonaglia Folzano si sarebbe trovato su un cardine della centuriazione romana parallelo alla strada Brescia - Cremona e che collegava Brescia a Folzano, l'Aspes, Borgo Poncarale e Bagnolo Mella.
Di Falciano si parla in documenti del 1037. Faceva parte del territorium civitas che l'Imperatore Corrado II donò al Vescovo di Brescia nel 1035 e che in precedenza era appartenuto all'abbazia di Nonantola grazie ad una donazione risalente all'epoca longobarda.
Durante l'epoca veneta, l'abitato si organizzò in Vicinia posta all'interno della quadra di Sant'Alessandro la quale inglobava parte dei territori delle Chiusure (o Corpisanti) di Brescia. L'economia rimase prevalentemente rurale con la presenza di latifondi posseduti da famiglie locali.
Alla fine del Settecento, l'arrivo dei rivoluzionari francesi portò alla costituzione della Repubblica Bresciana (1797) presto sostituita dalla Cisalpina (1797-1802) e dall'Italiana (1802-1805). Nel maggio 1797, Folzano fu indicato come luogo appartenente alle "Chiusure a mattina della Garza fuori di Porta Sant'Alessandro" del Cantone di Garza Orientale. Nel maggio 1798, fu assegnato al distretto del Garza Orientale, mentre a settembre passò al Distretto Centrale, entrambi appartenenti al Dipartimento del Mella.
Dopo una parentesi dovuta all'occupazione militare austro-russa, con la legge 23 fiorile anno IX (13 maggio 1801), fu riorganizzata la Seconda repubblica cisalpina e Folzano fu inserito nel Distretto I di Brescia, sempre del Dipartimento del Mella. Nel giugno 1805, nel corso del riassetto amministrativo del napoleonico Regno d'Italia fu soppresso e unito al comune di Brescia.
Riottenne l'autonomia comunale il 1º maggio 1816, con la riorganizzazione amministrativa del Regno Lombardo-Veneto prevista dalla notificazione 12 febbraio 1816. Appartenne al I Distretto della Provincia di Brescia
Dopo l'esito della Battaglia di Solferino e San Martino e secondo quanto previsto dalla legge Rattazzi, Folzano mantenne l'autonomia comunale sia sotto il Regno di Sardegna (1859-61) sia sotto il Regno d'Italia. Nella nuova riorganizzazione amministrativa fu inserito nel III Mandamento e del I Circondario della nuova Provincia di Brescia. Dopo richiesta del consiglio comunale, alla fine del 1865 fu soppressa l'autonomia comunale e il territorio fu assegnato al comune di San Nazzaro Mella. A sua volta, San Nazzaro Mella fu accorpato a Brescia nel 1880.
Sotto l'amministrazione cittadina, la frazione mantenne la propria ruralità e fino al secondo dopoguerra, fu caratterizzato principalmente da case di campagna. Pochi gli insediamenti industriali: la Ceramiche di Folzano (poi RDB), che ebbe un raccordo con la vicina stazione di San Zeno-Folzano, e la Fonderie San Zeno.
A cavallo degli anni Sessanta e Settanta, Folzano fu una delle prime frazioni dove sorse un comitato di quartiere sulla falsariga di esperienze autonome di rappresentanza di prossimità nate in altre zone periferiche del comune. In quel periodo, la frazione aveva collegamenti con la città, ma non erano asfaltati, i servizi erano esigui e problemi all'impianto fognario facilitarono gli allagamenti dopo forti piogge: il comitato fu visto come un modo per esporre alle amministrazioni questi problemi e ottenere delle soluzioni. La nascita di questi comitati stimolò un pubblico dibattito che portò, nel luglio 1972, il consiglio comunale a votare l'istituzione dei consigli di quartiere. Questi consigli, una trentina, si insediarono in tempi diversi tra il 1973 e il 1974 e per un periodo sperimentale di diciotto mesi: le elezioni di quello di Folzano si tennero il 18 novembre 1973.
Nel 1977, la Giunta Trebeschi recepì la legge 278/1976, riorganizzando i quartieri in nove circoscrizioni. Folzano fu assegnato alla Sesta circoscrizione, assieme a Don Bosco e Lamarmora.
Trent'anni dopo la Giunta Corsini ridusse il numero delle circoscrizioni portandole da nove a cinque e Folzano fu assegnato alla nuova Circoscrizione Sud. Nel 2014, a seguito dell'abolizione delle circoscrizioni per i nuovi limiti imposti dalla legge 191/2009, la Giunta Del Bono decise di ricostituire gli organismi di rappresentanza dei quartieri. Le prime elezioni del consiglio di quartiere si tennero in tutta la città il 14 ottobre 2014.

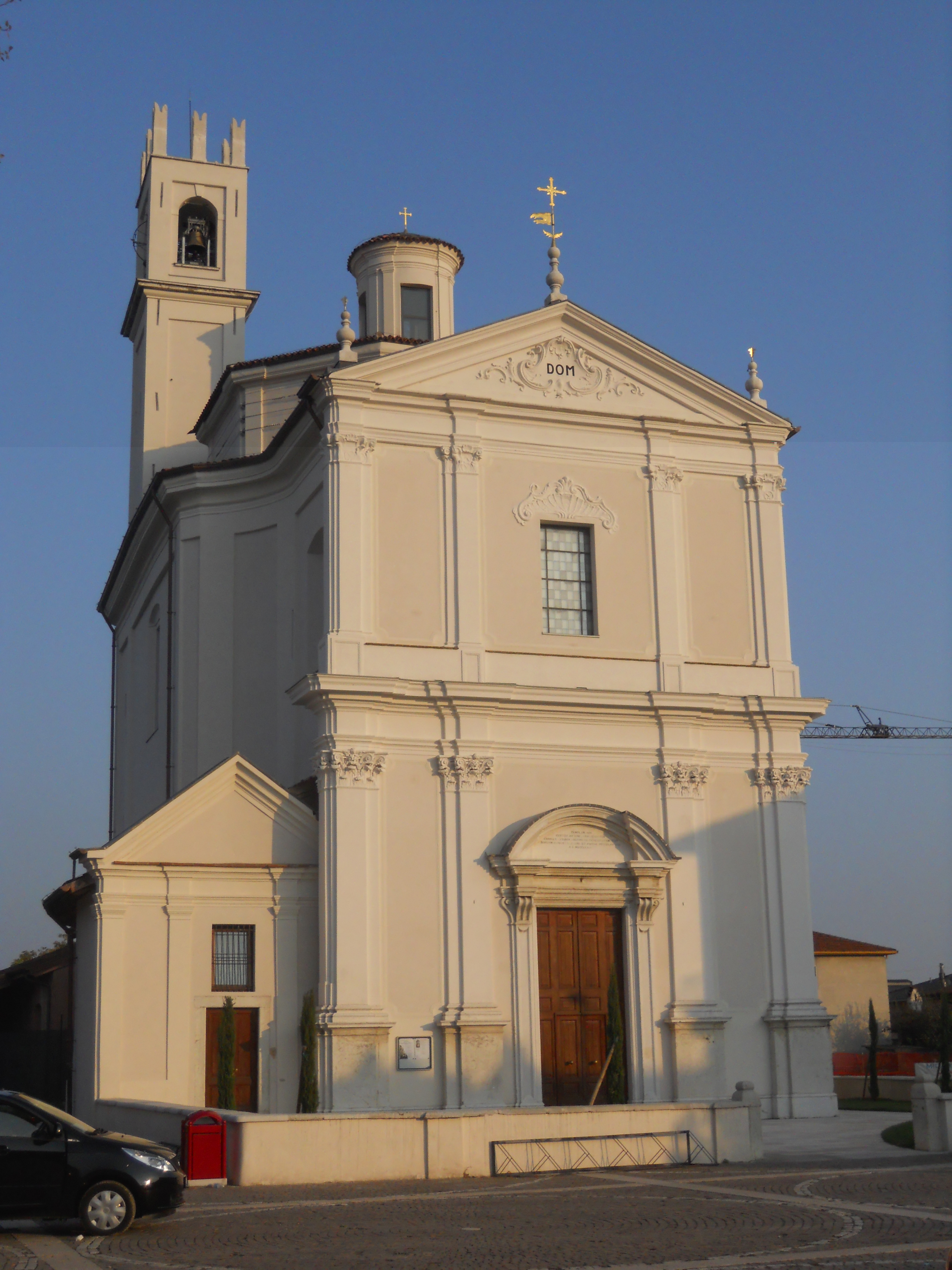
Chiesa di San Silvestro

## Monumenti e luoghi d'interesse

### Parrocchia di San Silvestro
La prima pietra della chiesa parrocchiale dedicata a San Silvestro Papa fu posta il 25 marzo 1745. L'edificio fu progettato da Giovanni Battista Galli e fu completato nel 1765.
Al suo interno l'opera di maggior pregio è la pala dell'altare maggiore di Giambattista Tiepolo che raffigura San Silvestro nell'atto di battezzare l'Imperatore Costantino I. Le statue e le altre figure presenti sono opera di Antonio Ferretti mentre gli stucchi sono opera di Domenico Rossi e Felice Pasquelli.

## Società

### Religione
La parrocchia di San Silvestro appartiene alla diocesi cattolica di Brescia.

## Infrastrutture e trasporti
Folzano è servita dalla linea 4 (stazione FS-Bresciadue Metro-Folzano) della rete dei trasporti pubblici di Brescia e hinterland, gestita da Brescia Trasporti.
La stazione di San Zeno-Folzano entrò in funzione nel dicembre 1866. Si trova nel vicino comune di San Zeno Naviglio, a metà strada verso Folzano, presso l'intersezione fra la ferrovia Brescia-Cremona e la Brescia-Parma, aperta nell'agosto 1893.

## Sport

### Impianti sportivi
- Centro sportivo Vittorio Mero[27]

### Storia locale
- Angelo Bonaglia, Storia di Flero. Dalle origini alla metà del sec XIII d.C., Brescia, Vannini, 1976.
- Lisa Cesco, Diego Serino, 30 anni di partecipazione: l'esperienza delle circoscrizioni a Brescia. Circoscrizione Sud, Brescia, Comune di Brescia, 2010.
- Maurilio Lovatti, Marco Fenaroli, Governare la città. Movimento dei quartieri e forze politiche a Brescia 1967-77, Brescia, Nuova ricerca editrice, 1978.
- Mauro Oliva, I 150 anni della stazione di San Zeno-Folzano, in Mondo Ferroviario, n. 358, ottobre 2017,  pp. 10-14.
- Le elezioni dei Consigli di Quartiere a Brescia nel 2014 (PDF), su comune.brescia.it.

### Storia amministrativa
- Folzano, su LombardiaBeniCulturali, Regione Lombardia.
- Raccolta dei decreti del Governo provvisorio bresciano e di altre carte pubblicate a quell'epoca colle stampe. Volume secondo, Brescia, Tipografia dipartimentale del Mella, 1804.
- Raccolta delle leggi, proclami, ordini ed avvisi nell'anno VI Repubblicano. Tomo V, Milano, Luigi Velandini, 1798.
- Raccolta delle leggi, proclami, ordini ed avvisi nell'anno VII Repubblicano. Tomo VI, Milano, Luigi Velandini, 1798.
- Raccolta delle leggi, proclami, ordini ed avvisi. Pubblicati in Milano dal giorno 13 Pratile anno VIII, epoca del ritorno dell'Armata Francese in questa città. Tomo II.
- Bollettino delle leggi del Regno d'Italia. Parte Prima. Dal I gennaio al 30 giugno 1805, Milano, Stamperia Reale, 1805.
- Atti del Governo di Lombardia. Parte Prima. Dal 1° Gennajo al 30 Giugno 1816, Milano, Imperial Regia Stamperia, 1816.
- Collezione celerifera delle leggi, decreti, istruzioni e circolari pubblicate nell'anno 1859, Torino, Stamperia Reale, 1860.